# 容疑者 室井慎次
『容疑者 室井慎次』（ようぎしゃ むろいしんじ、英題: The Suspect）は、『踊る大捜査線』のスピンオフ映画。2005年8月27日に『THE ODORU LEGEND CONTINUES』として公開された。
キャッチコピーは、「He's black?（彼は、クロか、シロか?）」、「青島よ、約束は果たせそうにない…」、「正義に裏切られた男。/敵は犯人だけではない。」
TVシリーズからほぼ全作の脚本を担当した君塚良一が初めて監督も兼任した。

## ストーリー
弾丸ライナーによる地下鉄暴走事件から数ヶ月後の2005年2月に、警視庁新宿北警察署管内で発生した殺人事件の捜査過程で事情聴取を受けていた新宿北署員の神村誠一郎巡査は捜査員たちを振り切って逃走し、車にはねられ即死した。これにより、事件は神村巡査による金品奪取目的の犯行という形で捜査が打ち切られ、神村巡査は被疑者死亡のまま書類送検されようとしていた。被疑者が警察官であったため、警察上層部は早く決着をつけたかったのだ。
捜査本部長として指揮を執っていた室井慎次は、死亡したとはいえ被疑者の証言が得られないままでの捜査打ち切りに納得がいかないまま、押収物の整理をしていた。その際、室井は、被疑者と被害者が共通の「ある物」を持っていることに気付く。そこで捜査続行を決定し、再度捜査会議を始めようと刑事たちを招集した。するとそこへ東京地検から検事・窪園行雄が現れ、室井を特別公務員暴行陵虐罪の共謀共同正犯の容疑で逮捕してしまった。理由は、弁護士の灰島秀樹の陰謀によって、神村巡査の母親が告訴していたためだった。
また、この逮捕劇の裏には池神静夫警察庁次長と安住武史警視庁副総監の間での次期警察庁長官の座を巡る醜い派閥争いが隠されていた。事件の真相を探ろうとする室井の前に身内の権力闘争が立ちふさがり、彼の勇気は消え去ろうとしていた。

## キャスト
※役職等は2005年2月（殺人事件発生時）現在。
室井 慎次 - 柳葉敏郎
警視庁刑事部捜査第一課管理官 警視正
小原 久美子 - 田中麗奈
津田法律事務所 弁護士
工藤 敬一 - 哀川翔
警視庁新宿北警察署刑事課強行犯係 巡査部長
灰島 秀樹 - 八嶋智人
灰島法律事務所 所長 弁護士
篠田 真一 - 吹越満
灰島法律事務所 弁護士
津田 誠吾 - 柄本明
津田法律事務所 所長 弁護士
窪園 行雄 - 佐野史郎
東京地方検察庁 検察官
スリーアミーゴス
神田署長 - 北村総一朗
警視庁湾岸警察署長 警視正
秋山副署長 - 斉藤暁
警視庁湾岸警察署副署長 警視
袴田 健吾 - 小野武彦
警視庁湾岸警察署刑事課長 警部
沖田 仁美 - 真矢みき
警視庁刑事部捜査第一課管理官 警視正
新城 賢太郎 - 筧利夫
警察庁長官官房審議補佐官（刑事局担当） 警視正
坂村 正之 - 升毅
警察庁刑事局刑事企画課長 警視長
榊原審議官 - 中原丈雄
警察庁長官官房審議官（刑事局担当）警視監
今野局長 - 大河内浩
警察庁刑事局長 警視監
金子部長 - 寺泉憲
警視庁総務部長 警視長
多田野部長 - 河西健司
警視庁刑事部長 警視長
菅野部長 - 矢島健一
警視庁警備部長 警視長
島津部長 - 浜田晃
警視庁生活安全部長 警視長
一倉 正和 - 小木茂光
警視庁刑事部捜査第一課長 警視正
横山 邦一 - 大杉漣
警察庁警備局公安課長 警視長
大村局長 - 並樹史朗
警察庁警備局長 警視監
池神 静夫 - 津嘉山正種
警察庁次長 警視監
安住 武史 - 大和田伸也
警視庁副総監 警視監
深江 功太郎 - 高橋昌也
元警察庁長官
検事総長 - 品川徹
最高検察庁 検事総長
神村 誠一郎 - 山崎樹範
警視庁新宿北警察署地域課 巡査
千田 実 - 野元学二
東京地方検察庁 検察事務官
事務員 - しのへけい子
津田法律事務所 事務員
早坂 卓治 - 田鍋謙一郎
警視庁新宿北署刑事課強行犯係 巡査長
鈴木 英夫 - 水谷あつし
警視庁新宿北署刑事課強行犯係 巡査長
倉本 二郎 - 長坂周
警視庁新宿北署刑事課強行犯係 巡査長
向田 敬介 - 海老原敬介
警視庁新宿北署刑事課強行犯係 巡査長
山下 祐介 - 須永祐介
警視庁新宿北署刑事課強行犯係 巡査長
河野 脇子 - 松永玲子
灰島法律事務所 弁護士
渡部 広太 - 佐藤恒治
灰島法律事務所 弁護士
根本 強兵 - 野間口徹
灰島法律事務所 弁護士
流川 茂 - 村上航
灰島法律事務所 弁護士
神村 静江 - 田仲洋子
神村誠一郎の母親
黒木 孝夫 - 田中圭
食品輸入代理店 社員
石本 一馬 - 伊達暁
風俗店店員
桜井 杏子 - 木内晶子
桜井 杏子の父親 - モロ師岡
私立高校副教頭
東京拘置所刑務主任 - 矢嶋俊作
きくよし食堂店員 - 武田まる美
野口 江里子の父親 - 山浦栄

## スタッフ
主なスタッフの出典は東宝公式ホームページ内のコンテンツ「MOVIE DATABASE」内の「容疑者 室井慎次」より。
- 監督・脚本：君塚良一
- 音楽：松本晃彦
- 製作（エグゼクティブ・プロデューサー）：亀山千広（フジテレビ）
- プロデューサー：金井卓也・臼井裕詞（フジテレビ）・堀部徹（ROBOT）・安藤親広
- キャスティングプロデューサー：東海林秀文
- アソシエイトプロデューサー：小出真佐樹
- ラインプロデューサー：井上あゆみ
- 俳優担当：碇矢まゆみ（いかりや長介の実子で長女）
- 撮影：林淳一郎・さのてつろう
- 美術監督：丸尾知行
- 照明：磯野雅宏
- 録音：本田孜
- 美術：増本知尋
- 装飾：藤田徹
- 編集：菊池純一
- VFXスーパーバイザー：立石勝
- VFXプロデューサー：浅野秀二
- 監督補：佐藤英明
- スクリプター：柳沼由加里
- 制作担当：森太郎
- 製作：フジテレビジョン・ROBOT・東宝・スカパー! WT
- 制作プロダクション：ROBOT
- 映像制作：東宝映像美術
- 配給：東宝

## テーマ曲
Nicholas Brodszky作曲「ビー・マイ・ラヴ（Be My Love）」- 演奏：キース・ジャレット『メロディ・アット・ナイト、ウィズ・ユー』(ECM) 1998年

## 受賞歴
- 第23回ゴールデングロス賞 日本映画部門 話題賞[3]

## 備考
- 獄中の室井と面会した袴田の「和久さんも心配しています」という発言により、公開前年の2004年3月20日に死去したいかりや長介が『踊る大捜査線』シリーズで演じてきた和久平八郎が本作の時点では健在であることが明らかになった。この台詞は「和久を登場させてほしい」という柳葉の要望に基づき後から追加されたものである。
- 踊るシリーズの劇場版第1作と第2作の間の時期に起こった“潜水艦事件”の概要に関して、劇中では一部触れられている（潜水艦事件については『THE GAME 潜水艦に潜入せよ!』を参照）。
- この頃の警視庁副総監は劇場版1作目に登場した「吉田副総監」（神山繁）ではない（吉田副総監は「THE MOVIE 2」内で退官する旨を明らかにしている）。劇中で「副総監」と呼称されているのは、劇場版シリーズで警察庁警備局長（THE MOVIE）、警察庁刑事局長（THE MOVIE 2）、警視庁組織犯罪対策部長（交渉人 真下正義）を歴任した「安住副総監」（大和田伸也）である。
- 劇中、雨の新宿の道路を封鎖するシーンがあるが、現地で撮影の許可が降りるはずもないため、福島県いわき市勿来町の工業団地に精巧な巨大セットを建設して撮影した。歌舞伎町のシーンも、いわき市平市街地の歓楽街が使用されている[要出典]（このため新宿三丁目付近で室井が暴行を受けるシーンにおいて、実際の新宿にはない総合スーパー型店舗のイトーヨーカ堂が映っている）。
- 本作品での室井の逮捕容疑である特別公務員暴行陵虐罪の共謀共同正犯の内容は、死亡した神村巡査に対する過剰な取調べについて捜査責任者として捜査指揮中に知りながら黙認したことである。
- 室井慎次という役柄について一番理解しているのは柳葉敏郎であると監督の君塚良一や製作の亀山千広が語っており、室井が捜査資料を床に広げて寝転がるシーンでも「誰もいなければやる」という柳葉の意見のもと、室井を一人にして撮られている[4]。
- 灰島の部下である野間口と村上の2人は役の性質を考慮して、「オーディションの最終選考まで監督と目を合わせなかった」という理由で選ばれている[4]。
- 桜井杏子を演じた木内晶子は『踊る大捜査線 THE MOVIE』にも青島俊作らが猟奇殺人事件の囮捜査に使ったカフェのウエイトレス役で出演していた。設定上では同一人物であり、同作の事件に巻き込まれたことが本作の事件の遠因になっている。
- 灰島の携帯ゲーム機には同じスピンオフ「交渉人 真下正義」で登場したクモE4-600のキーホルダーが付いている。これにより「交渉人 真下正義で起きた事件の真犯人は灰島ではないか？」という憶測が飛び交ったが、製作の亀山千広がこれを否定している[4]。
- 劇中で描かれている「警察庁次長（警視監）対警視庁副総監（警視監）による次期警察庁長官の出世争い」は、現実世界の警察人事ではまず起こりえないものである。警察官僚の中の通常の序列[注 1]は、警察庁長官が1位、警視総監が2位、警察庁次長が3位であり、警視庁副総監は10位にあたる。序列2位の警視総監は警察官僚におけるあがりポストの1つとして扱われていることから、序列1位の警察庁長官の最有力候補は序列3位の警察庁次長である。しかし、序列10位の警視庁副総監と序列1位の警察庁長官の間にはあがりポストである警視総監を除けば7人もいるため、警視庁副総監が次のポストとして警察庁長官になることは通常の人事では起らない。

## テレビ放映
- 地上波放送・関東地区のみ記載。
- 視聴率はビデオリサーチ調べ。関東地区でのデータ。

| 回数 | 放送局     | 放送枠         | 放送日         | 放送時間    | 放送分数 | 平均世帯 視聴率 | 備考 |
| ---- | ---------- | -------------- | -------------- | ----------- | -------- | --------------- | --- |
| 1    | フジテレビ | 土曜プレミアム | 2006年10月21日 | 21:00-23:19 | 139分    | 21.7%           | 地上波初放送 |
| 2    | フジテレビ | 土曜プレミアム | 2007年10月20日 | 21:00-23:10 | 130分    | 19.5%           | |
| 3    | フジテレビ | 土曜プレミアム | 2010年7月31日  | 21:00-23:25 | 145分    |                 | |
| 4    | フジテレビ | （なし）       | 2024年9月30日  | 21:00-23:28 | 148分    | 6.6%            | 「踊るプロジェクト」の最新映画2部作「室井慎次 敗れざる者」（10月11日公開）、「室井慎次 生き続ける者」（11月15日公開）の公開記念」と題し、4Kリマスター&完全ノーカットで放送 |

## さらなるスピンオフ
本作で登場した弁護士・ 灰島秀樹を主人公にした続編、『弁護士 灰島秀樹』が2時間ドラマで2006年10月28日に放送された。

## 続編
2024年3月18日、「踊る大捜査線」劇場版最終作の公式サイトが「映画『室井慎次』公式サイト」に変更され、「『踊るプロジェクト』再始動――2024年秋公開.」などとする情報が解禁された。そして10月11日、続編2部作の前編となる『室井慎次 敗れざる者』が公開された。

## 関連商品

### 書籍
- 「容疑者 室井慎次」シナリオガイドブック　（キネマ旬報社） ISBN 4873766222
- 公式ガイドブック「容疑者 室井慎次」完全FILE （角川書店）  ISBN 4048538985
- 室井管理官完全読本コンプリートブック（ぴあMOOK ぴあ） ISBN 4-8356-0746-5
- 小説 容疑者 室井慎次 （フジテレビ出版） ISBN 4594050395
- diary 野口江里子の日記 1983-1985 （講談社） ISBN 406213120X

### CD
- 容疑者室井慎次 オリジナルサウンドトラック『THE SUSPECT』 - ユニバーサルミュージック

### DVD / Blu-ray
発売元はフジテレビジョン、販売元はポニーキャニオン。
- 容疑者 室井慎次 スタンダード・エディション（DVD2枚組、2006年4月19日発売）
  - ディスク1：本編DVD
    - 音声特典
      - オーディオコメンタリー1（製作：亀山千広×プロデューサー：安藤親広×監督：君塚良一）
      - オーディオコメンタリー2（撮影：林淳一郎×照明：磯野雅宏×美術監督：丸尾和行×VFX：立石勝）

  - ディスク2：特典DVD
    - メイキング1
    - メイキング2
    - 未公開シーン集
    - “室井”鼎談（制作：亀山千広×監督：君塚良一×柳葉敏郎）
    - 座談会（柳葉敏郎×田中麗奈×哀川翔×八嶋智人×佐野史郎×筧利夫）
    - 特報・OFF電マナー特報・劇場予告編・TVスポット集
    - キャスト・スタッフプロフィール

  - 初回限定特典
    - 特製アウターケース付き
- 容疑者 室井慎次 プレミアム・エディション（DVD3枚組、2006年4月19日発売・50,000セット限定生産）
  - ディスク1：本編DVD（スタンダード・エディションと同様）
  - ディスク2：特典DVD1（スタンダード・エディションと同様）
  - ディスク3：特典DVD2
    - 法廷劇シーン・マルチプレビュー
    - Making of 容疑者 室井慎次 Visual Effects

  - 封入特典
    - 君塚監督撮影台本レプリカ

  - 特製アウターケース付き
- 容疑者 室井慎次 ブルーレイ（1枚組、2010年7月21日発売）
  - 映像特典
    - 「踊る大捜査線 THE MOVIE3 ヤツらを解放せよ!」劇場予告編

  - 音声特典（DVD版と同様）